# Gibbs fasregel
Gibbs fasregel är en termodynamisk formel med namn efter Josiah Willard Gibbs som beskriver hur fasdiagram skall utformas.
Formeln lyder
{\displaystyle F=C+2-P\,}
där {\displaystyle F} är antalet frihetsgrader, {\displaystyle C} är antalet komponenter och {\displaystyle P} är antalet faser.
Fasregeln medför bland annat att ett enkomponentsystem alltid har en fas vid jämvikt, och att det inte kan finnas fler än tre faser i en och samma punkt.